# Лосев, Сергей Андреевич
Серге́й Андре́евич Ло́сев (22 сентября 1927, посёлок Юрино, Юринский район Марийской автономной области, СССР — 3 октября 1988, Москва, СССР) — советский журналист и государственный деятель.

## Биография
Окончил Московский государственный институт международных отношений в 1950 году. Член КПСС с 1953 года.
С 1950 года работал в ТАСС. С 1960 года заведующий отделом ТАСС, затем корреспондент ТАСС при ООН, заведующий отделом ТАСС в США.
С 1973 заместитель, потом первый заместитель генерального директора ТАСС.
18 мая 1979 назначен Генеральным директором ТАСС, оставался на этом посту до своей кончины 3 октября 1988 года.
Член Центральной ревизионной комиссии КПСС (1981—1988). Депутат Совета Союза Верховного Совета СССР 11 созыва (1984—1988) от Брестской области.
Автор ряда публицистических книг (посвящённых главным образом внутренней и внешней политике США), написанных, как правило, в соавторстве с Виталием Васильевичем Петрусенко (1933—1986). Также автор сценариев ряда документальных фильмов.
Похоронен на Новодевичьем кладбище.

## Награды
- орден Октябрьской Революции (20.03.1986)
- 2 ордена Дружбы народов (11.07.1975; 14.11.1980)
- орден «Знак Почёта» (09.09.1971)
- медаль «За трудовое отличие» (04.05.1962)
- другие медали
- Лауреат премии Союза журналистов СССР имени Вацлава Воровского.